# Verdalsøra
Verdalsøra est une ville de Norvège, centre administratif de la kommune de Verdal. C’est une ville depuis 1998.

## Géographie
La ville se situe au bord du Trondheimsfjord, à l’embouchure de la rivière Verdalselva. 
La route européenne 6 traverse la ville du nord au sud, tout comme la ligne ferroviaire du Norland, qui s’arrête à la gare de Verdal.

## Superficie et démographie
La population de Verdalsøra s’élève en 2016 à 8 208 habitants, répartis sur 5,74 km2, soit une densité de population de 1 430 habitants/km2.

## Lieux et monuments
La ville abrite un chantier naval d’une filiale locale du groupe de construction Aker.
Verdalsøra comporte aussi une chapelle, une école secondaire et une université populaire. La plage de Rinnleiret, partiellement enregistrée comme réserve naturelle, se trouve au sud de la ville, à la limite avec Levanger.